# Hydraena spinipes
Hydraena spinipes är en skalbaggsart som beskrevs av Baudi 1882. Hydraena spinipes ingår i släktet Hydraena och familjen vattenbrynsbaggar. Inga underarter finns listade i Catalogue of Life.